# Blauabdruck
Neben dem Gipsabdruck ist der Blauabdruck ein Verfahren zur Maßabnahme des Fußes bei der Herstellung von Maßeinlagen. Dabei tritt der Patient mit dem Fuß in einen Kasten mit der Blaupause. Diese wiederum wirkt wie ein Stempelkissen. Darüber wird das Papier gelegt. Man sieht die bodenberührenden Flächen, abgestuft nach stärkerem (dunkler) oder geringerem (heller) Druck auf dem Papier dargestellt. Bei diesem Verfahren kommt es hauptsächlich auf den Umriss des Fußes im Belastungszustand an. (Anmerkung: Die belasteten Füße sind stets länger als in unbelastetem Zustand, circa 0,5 bis 0,75 cm, deswegen und wegen Schrumpfungstoleranzen des Gipspositivs ist es sinnvoll, auch beim Gipsabdruck zusätzlich einen Blauabdruck anzufertigen.)